# Seznam členů zastupitelstva Jihočeského kraje po volbách 2008
Seznam osob zvolených do Krajského zastupitelstva Jihočeského kraje v roce 2008.
Ve 3. volebním období 2008–2012 bylo zastupitelstvo ve složení:
- ČSSD 22 mandátů
- ODS 19 mandátů
- KSČM 10 mandátů
- KDU-ČSL 4 mandáty

Koalici utvořily ČSSD a ODS.
| #  | jméno                    | za stranu | funkce                                                                                        |
| -- | ------------------------ | --------- | --------------------------------------------------------------------------------------------- |
| 1  | Ing. Jan Babor           | ČSSD      |                                                                                               |
| 2  | Mgr. Vítězslava Baborová | KSČM      |                                                                                               |
| 3  | Ing. Zdeněk Blažek       | ODS       |                                                                                               |
| 4  | Mgr. Vlasta Bohdalová    | ČSSD      |                                                                                               |
| 5  | RSDr. Petr Braný         | KSČM      |                                                                                               |
| 6  | Ing. Jitka Brodská       | ODS       |                                                                                               |
| 7  | Ing. František Dědič     | ODS       |                                                                                               |
| 8  | Mgr. Tomáš Dušek         | ODS       |                                                                                               |
| 9  | JUDr. Luboš Dvořák       | KSČM      |                                                                                               |
| 10 | Václav Ebert             | KSČM      |                                                                                               |
| 11 | Petr Eliáš               | ODS       |                                                                                               |
| 12 | Ing. Václav Filištein    | ODS       |                                                                                               |
| 13 | Ing. Tomáš Franců        | ODS       |                                                                                               |
| 14 | Jaroslav Franěk          | KDU-ČSL   |                                                                                               |
| 15 | Ing. Václav Gavlasz      | ČSSD      |                                                                                               |
| 16 | Ing.,Bc. Marie Hrdinová  | KDU-ČSL   |                                                                                               |
| 17 | Mgr. Jaroslav Kozlovský  | ČSSD      |                                                                                               |
| 18 | Ing. Václav Král         | ODS       |                                                                                               |
| 19 | RNDr. Jana Krejsová      | ČSSD      | uvolněná radní pro oblast školství, ekonomický rozvoj, a odbor krajského živnostenského úřadu |
| 20 | MUDr. Martin Kuba        | ODS       | 1. náměstek                                                                                   |
| 21 | Václav Kučera            | KSČM      |                                                                                               |
| 22 | Michal Lendacký          | ČSSD      |                                                                                               |
| 23 | Ing. Martin Malý         | ODS       |                                                                                               |
| 24 | Ing. Karel Matoušek      | ODS       | neuvolněný radní                                                                              |
| 25 | Zdeněk Mráz              | ČSSD      |                                                                                               |
| 26 | František Němec          | ČSSD      |                                                                                               |
| 27 | Jiří Netík               | KDU-ČSL   |                                                                                               |
| 28 | Alena Nohavová           | KSČM      |                                                                                               |
| 29 | Mgr. Jaromír Novák       | ČSSD      | neuvolněný radní                                                                              |
| 30 | Václav Novák             | ČSSD      |                                                                                               |
| 31 | František Ondřich        | ODS       |                                                                                               |
| 32 | Lucie Počtová            | KSČM      |                                                                                               |
| 33 | Mgr. Blanka Procházková  | ČSSD      | neuvolněná radní                                                                              |
| 34 | MUDr. Ladislav Přívozník | ODS       |                                                                                               |
| 35 | Ing. Josef Půr           | ČSSD      |                                                                                               |
| 36 | Stanislav Sedláček       | KSČM      |                                                                                               |
| 37 | František Sklář          | ČSSD      |                                                                                               |
| 38 | Ing. Jaromír Slíva       | ČSSD      | uvolněný radní pro odbory ekonomický, majetkový a hospodářské správy                          |
| 39 | Mgr. Ivana Stráská       | ČSSD      | 2. náměstek                                                                                   |
| 40 | RNDr. Petr Šebelík, CSc. | ČSSD      |                                                                                               |
| 41 | Jiří Ševčík              | ČSSD      |                                                                                               |
| 42 | Ing. František Štangl    | ODS       | uvolněný radní pro cestovní ruch a odbor kultury                                              |
| 43 | Ing. Václav Valhoda      | ČSSD      | neuvolněný radní                                                                              |
| 44 | Jan Váňa                 | ODS       |                                                                                               |
| 45 | PaedDr. Jan Váňa         | ČSSD      |                                                                                               |
| 46 | Rudolf Vejskrab          | ČSSD      |                                                                                               |
| 47 | Ladislav Velich          | KSČM      |                                                                                               |
| 48 | JUDr. Ondřej Veselý      | ČSSD      |                                                                                               |
| 49 | Ing. Karel Vlasák        | ODS       | uvolněný radní rpo odbor životního prostředí                                                  |
| 50 | JUDr. Tomeš Vytiska      | KSČM      |                                                                                               |
| 51 | RNDr. Jan Zahradník      | ODS       |                                                                                               |
| 52 | Mgr. Jiří Zimola         | ČSSD      | Hejtman                                                                                       |
| 53 | František Zrzavecký      | KDU-ČSL   |                                                                                               |
| 54 | Marie Žiláková           | ODS       |                                                                                               |
| 55 | Bc. Simona Žirovnická    | ODS       |                                                                                               |